# Curso de Liderança Juvenil

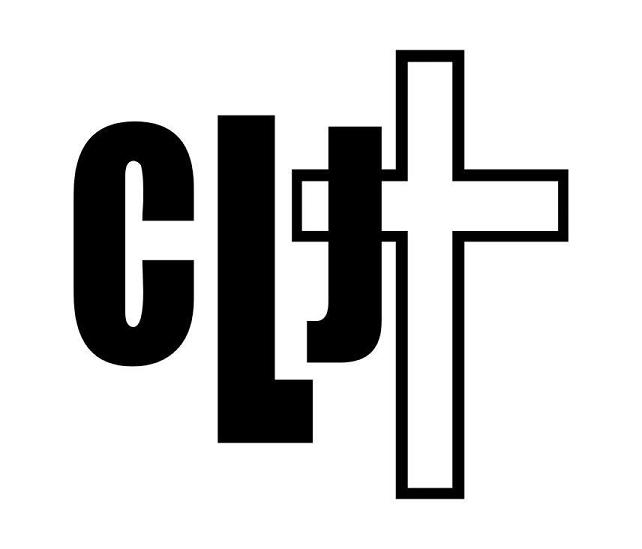
Curso de Liderança Juvenil

O Curso de Liderança Juvenil (CLJ) é um movimento eclesial da Igreja Católica fundado em 1974, em Porto Alegre, pelo então padre Zeno Hastenteufel, atual bispo da Diocese de Novo Hamburgo. Voltado para jovens entre 13 e 24 anos, o CLJ busca promover a evangelização e a formação de lideranças para atuar na Igreja e na sociedade. Organizado em etapas formativas, o movimento está presente em diversas dioceses, especialmente no Rio Grande do Sul, e expandiu-se para outras regiões do Brasil.

## História
O CLJ surgiu em um contexto de renovação da pastoral juvenil no Brasil. Na década de 1960, a Ação Católica Especializada, baseada no método "Ver, Julgar e Agir", era predominante entre os jovens católicos no Rio Grande do Sul. Após o Golpe de Estado no Brasil em 1964, a repressão a lideranças contrárias ao regime militar enfraqueceu esses movimentos, levando ao declínio da participação juvenil na Igreja.
Em 1974, Zeno Hastenteufel, então vigário da Igreja São Pedro, organizou um retiro para crismandos em Porto Alegre, com apoio da Irmã Jocélia Scherer e jovens do Movimento de Emaús. Realizado entre 14 e 15 de julho na Casa de Retiros da Medianeira, o evento marcou a origem do CLJ. Após um segundo curso em novembro do mesmo ano, o movimento foi reconhecido como arquidiocesano pelo arcebispo Vicente Scherer, expandindo-se para outras paróquias.
A partir da década de 1980, o CLJ alcançou outras dioceses do Rio Grande do Sul, como Novo Hamburgo e Passo Fundo, e, posteriormente, estados como Paraná e Rio de Janeiro. Em 1985, foram definidas as etapas CLJ I, II e III, estruturando o processo formativo.

## Objetivos e Métodos
O CLJ tem como objetivo principal a evangelização de jovens, buscando integrá-los à vida da Igreja e prepará-los para papéis de liderança. O movimento utiliza retiros, reuniões paroquiais e atividades comunitárias como métodos de formação. Divide-se em quatro fases:
- Pré-CLJ: preparação inicial dos participantes;
- CLJ I: introdução à espiritualidade cristã;
- CLJ II: aprofundamento da vivência eclesial e compromisso apostólico;
- CLJ III: consolidação da formação para atuação como líderes.

Os cursos, que duram de dois a três dias, são complementados por encontros regulares nos grupos paroquiais.

## Estrutura Organizacional
O CLJ é estruturado em dois níveis principais:
- Secretariado Diocesano: coordena o movimento em âmbito diocesano, sob supervisão de um bispo e um diretor espiritual. Inclui jovens e adultos em funções como presidência, tesouraria e departamentos de apoio.
- Secretariado Paroquial: atua nas paróquias, liderado pelo pároco e composto por coordenadores jovens e adultos responsáveis pela gestão local.

Essa organização busca manter a unidade do movimento e sua integração à pastoral diocesana.

## Presença Atual
O CLJ está presente em diversas dioceses do Brasil, com maior concentração no Rio Grande do Sul. Entre elas estão a Arquidiocese de Porto Alegre, Diocese de Novo Hamburgo, Diocese de Passo Fundo, Diocese de Frederico Westphalen, Diocese de Vacaria, Diocese de Bagé, Diocese de Osório, Diocese de Montenegro e Diocese de Cachoeira do Sul. Fora do estado, destaca-se sua atuação em Foz do Iguaçu (PR), Cascavel (PR) e Diocese de Valença (RJ). Estima-se que o movimento reúna milhares de membros, embora dados exatos variem por diocese.
Na Diocese de Novo Hamburgo, por exemplo, há mais de 40 grupos ativos e cerca de 1.450 membros. Já em Porto Alegre, o movimento é dividido em vicariatos, como Canoas e Gravataí, com significativa participação juvenil.

## Ver Também
- Dom Zeno Hastenteufel
- Igreja de São Pedro (Porto Alegre)
- Movimentos eclesiais
- Pastoral da Juventude

## Ligações Externas
- «Página do CLJ Diocese de Novo Hamburgo»
- «Página do CLJ do Vicariato de Porto Alegre»
- «Página do CLJ da Arquidiocese de Passo Fundo»